# Неллістон (Нью-Йорк)
Неллістон (англ. Nelliston) — селище (англ. village) в США, в окрузі Монтгомері штату Нью-Йорк. Населення — 555 осіб (2020).

## Географія
Неллістон розташований за координатами 42°55′58″ пн. ш. 74°36′27″ зх. д. / 42.93278° пн. ш. 74.60750° зх. д. (42.932657, -74.607574).  За даними Бюро перепису населення США в 2010 році селище мало площу 3,10 км², з яких 2,86 км² — суходіл та 0,23 км² — водойми.

## Демографія
Згідно з переписом 2010 року, у селищі мешкало 596 осіб у 241 домогосподарстві у складі 159 родин. Густота населення становила 193 особи/км².  Було 278 помешкань (90/км²).
Расовий склад населення:
| - 96,5 % — білих - 0,3 % — корінних американців - 0,2 % — азіатів |

До двох чи більше рас належало 2,7 %. Частка іспаномовних становила 2,2 % від усіх жителів.
За віковим діапазоном населення розподілялося таким чином: 22,8 % — особи молодші 18 років, 60,6 % — особи у віці 18—64 років, 16,6 % — особи у віці 65 років та старші. Медіана віку мешканця становила 40,0 року. На 100 осіб жіночої статі у селищі припадало 104,8 чоловіків;  на 100 жінок у віці від 18 років та старших — 100,9 чоловіків також старших 18 років.
Середній дохід на одне домашнє господарство  становив 51 533 долари США (медіана — 46 000), а середній дохід на одну сім'ю — 64 200 доларів (медіана — 57 115). За межею бідності перебувало 15,9 % осіб, у тому числі 21,3 % дітей у віці до 18 років та 10,8 % осіб у віці 65 років та старших.
Цивільне працевлаштоване населення становило 250 осіб. Основні галузі зайнятості: освіта, охорона здоров'я та соціальна допомога — 25,6 %, виробництво — 18,8 %, публічна адміністрація — 12,8 %, транспорт — 10,4 %.